# Ràdio Terrassa
Ràdio Terrassa, amb l'indicatiu EAJ-25, va ser la primera emissora de ràdio que va emetre a Catalunya fora de la ciutat de Barcelona. Inaugurada oficialment el dia 2 d'abril de 1933, la seva activitat va durar 78 anys.

## Història

### Orígens
La història de Ràdio Terrassa va lligada a la vida d'Eudald Aymerich (1891-1976).Des de molt jove va tenir afició a la telegrafia sense fils i l'electricitat. Després d'acabar la carrera de perit elèctric a Barcelona, amb 27 anys, s'estableix pel seu compte inaugurant l'establiment « Ràdio Aymerich ». Va crear una tertúlia d'afeccionats a la ràdio i amb ells va fundar el « Ràdio Club Terrassa »el 27 de novembre de 1928.
Des de 1922 els radioaficionats formen ràdio clubs, en què s'agrupen per compartir informació i construir aparells de ràdio.
El 15 de novembre de 1928 el governador Milans del Bosch va signa el primer estatut de « l'Associació Ràdio Club de Terrassa ». Es va constituir en el local del carrer de la Font Vella núm. 62 i presidit per Joan Rusca Avellaneda. Es demana llicència per instal·lar una emissora de radioaficionats no comercial de cinquena categoria d'ona curta. La Direcció General de Comunicacions del govern estatal entrega la llicència EAR 156 al ràdio club el desembre de 1929, fa transmissions de música, conferències i d'actes esportius i també s'inicia la publicació d'un butlletí mensual. Els components de Ràdio Club decidiren demanar una llicència d'emissora EAJ de quarta categoria, que és concedida al 1932 i amb l'indicatiu « EAJ 25 ». El día de nadal comença a funcionar en període de proves. La programació diària comença amb la frase « Escolten Ràdio Terrassa, l'emissora del Vallès » i emet programes des de les nou a les onze de la nit.
Cap a la una de la tarda del 2 d'abril de 1933 va arribar a Terrassa el president de la Generalitat Francesc Macià i Llussà acompanyat pel seu secretari Joan Alavedra,l'alcalde de la ciutat« Samuel Morera» i el diputat «Domènec Palet i Barba» entre d'altres personalitats. En l'estudi de l'emissora, a part dels representants de diverses ciutats de la comarca i d'institucions com «Unión Radio Barcelona» o «Ràdio Associació», els esperaven l'interventor de l'Estat «Felip Muñido» i el regent de la Parròquia del Sant Esperit «Ramon Sanahuja» per inaugurar oficialment l'emissora «Ràdio Terrassa EAJ 25». El president del Ràdio Club Terrassa de llavors «Jacint Figueras» va pronunciar-hi un parlament i després d'ell van parlar les autoritats locals. Finalment es va dirigir el president Macià, qui a mes va sortir al balcó per rebre l'aplaudiment del poble congregat davant del local de l'emissora. L'any 1934 es publica el decret de traspàs de les competències de radiodifusió de l'Estat a la Generalitat pel que fa a la concessió de llicències, de les emissores i de l'impost sobre el aparell receptor de ràdio.

### Guerra civil
A l'inici de la guerra civil espanyola, Ràdio Terrassa a través de la línia que intercomunicaba l'emissora amb Barcelona i Madrid, van poder assabentar-se els membres de l'emissora del que estava succeint el 19 de juliol de 1936. La emissora va ser llanguint i va quedar amb poca actividad. Van ser assassinats els expresidents Srs. Rusca i Figueras, també el locutor Sr.Blasi. Tres mesos abans de l'inici de la guerra va dimitir el president Dr. Paulis i es va fer càrrec el vicepresident Enric Estrenjer Macià, quedant-al final al capdavant de l'entitat el Sr.Francesc Matarrodona.Ràdio Terrassa entra en un període de mínima activitat quedant sols Francesc Matarrodona i Antolina Boada van ser qui es van fer càrrec de la ràdio entre els anys 1936 i 1939.
El 19 de gener de 1937, es crea Ràdio Nacional a Salamanca. Durant els anys de la contesa civil, l'espai informatiu per antonomàsia era"el part" precisament, el comunicat de guerra.-Últim comunicat de la Guerra Civil espanyola- El 6 d'octubre de 1939, el nou govern emet una ordre relativa a la regularització de les emissions radiofòniques que implanta la censura prèvia per a la ràdio i el monopoli informatiu, entregat a Ràdio Nacional d'Espanya (RNE) gràcies a la promulgació, un any abans, de la Llei de Premsa, que va estar en vigor fins a 1977.

### Postguerra i dictadura
Acabada la guerra civil espanyola, l'idioma oficial era el castellà i no es permetia escriure en català. Es canviaven els noms de les poblacions, dels carrers, de les persones, etc. L'emisora va canviar el seu nom pel de "Radio España de Tarrasa", i al cap de pocs mesos va ser coneguda de nou com "Radio Tarrasa",fins a l'any 1977, en què oficialment la ciutat i la ràdio van tornar a ser « Terrassa »
Francesc Matarrodona va seguir al capdavant de l'emissora, exercint càrrecs de: director, administrador, cap de publicitat, etc. El Club de Ràdio Terrassa des de juliol de 1936 va quedar sense junta directiva i en 1941, el 27 de juny, la junta del Club va quedar constituïda de la següent manera: Joan Marquès Casals (president), Francesc Malgosa Boada (vicepresident), Jaume Caba Puig (tresorer), Antoni Rosell Ballester (secretari), Florenci Crespo Cotilles (vocal), Francesc Matarrodona Llobet (director i encarregat tècnic de l'emissora), Francesc Montmany Serra (responsable de l'administració i de la publicitat comercial). El dia 25 de gener de 1942, va tenir efecte l'acte d'inauguració i benedicció de les noves instal·lacions i dependències al carrer Sant Pere núm.38. L'entrada en servei del centre emissor no es va dur a terme i llavors la junta directiva destitueix dels seus càrrecs de director general i encarregat tècnic al senyor Francisco Matarrodona Llobet i nomena com a nou encarregat tècnic a Joan Dalmau. El 28 de maig de 1942 va ser nomenat nou director, Francesc Montmany.
L'any 1952 en va ser nomenat director Josep Castells i va iniciar els contactes amb la Cadena SER (Sociedad Española de Radiodifusión). L'any 1962 Ràdio Terrassa obté la concessió per emetre en Freqüència Modulada (FM) i amb data 19 de febrer es posa en emissió un programa en FM que repetia el contingut emès a l'AM. L'agost de 1962 va ser nomenat cap de programes i emissions de Ràdio Terrassa José Manuel Salillas, que pocs dies després li va tocar viure en primera línia les inundacions de setembre de 1962 que varen afectar greument el Vallès, Ràdio Terrassa va emetre d'emergència per cobrir-ne la informació.
L'any 1965 Ràdio Terrassa es va vincular amb la Cadena SER i l'associació es va fer realitat l'1 d'octubre de 1967. L'any 1968 Ràdio Terrassa és premiada amb la medalla de la ciutat, que li atorga l'Ajuntament.

### Anys 70 - Ràdio Club 25
Amb la nova direcció de José Manuel Salillas, van començar a desenvolupar-se canvis col·locant a l'emissora en pocs anys a l'altura de la ciutat que porta el seu nom. Es va recuperar la publicitat perduda amb Vicente Álvarez Castro «publicista» i incrementar fins a garantir el manteniment d'una economia més sanejada, programes generalment atractius amb un quadre de veus competitiu i la presència de la ràdio en gairebé tots els actes i esdeveniments de la ciutat. El mateix dia 23 de febrer de 1976 van coincidir dos esdeveniments especialment significatius en la història de Radio Terrassa: L'enterrament d'Eudald Aymerich i la inauguració de les noves instal·lacions del carre Sant Pere núm.38. El 21 de juny en l'assemblea de socis va ser confirmat president de l'entitat a Francesc Verdera Font i adjudicant-se a Joan Marquès Casals la presidència d'honor. L'agost va ser nomenat subdirector i cap de programes de l'emissora, Josep Maria Francino.
José Manuel Salillas es va incorporar oficialment a la direcció general de Ràdio Espanya de Barcelona-Cadena Catalana «REBSA» l'u de gener de 1978 i dos mesos després es canvien els rètols de la façana per «Ràdio Terrassa»,al juny la FM de l'emissora imcorpora l'estereofonia; modalitat de la qual només disposaven llavors en Cataluña: Ràdio Nacional de España en Barcelona, Radio Joventut, Radio España de Barcelona i Radio Mataró.
Una altra novetat va ser la presentació de Ràdio Club 25, distintiu amb el qual es va donar a conèixer — l'1 d'octubre de 1979 — l'emissora de FM de Ràdio Terrassa. La responsabilitat de la programació va anar a càrrec de Josep Maria Francino,fins a l'u de gener de 1983 que va ingressar a Catalunya Ràdio per responsabilitzar-se, com a director adjunt, del projecte i posada en marxa de les emissores de la Generalitat de Catalunya i poc després la direcció general de Serveis de Radiodifusió de la Generalitat el set d'octubre de 1984. Durant la dècada dels vuitanta, al costat de l'emissora d'ona mitjana, Ràdio Club 25 va formar part de Cadena Catalana, amb presència a tot Catalunya i que pertanyia a la Cadena Rato.
Quan es va anar Josep Maria Francino a Catalunya Ràdio, el director abjunt i responsable de Ràdio Club 25 va ser Francesc Xavier Salillas, esceptuant des de novembre de 1985 a gener de 1988, que va estar a Còrdova per inaugurar Radio Melodía, de la Roda Rato, i que va ser substituït per Xavier Martín com a coordinador musical de Ràdio Club 25. El setembre del 1991 va passar a formar part de la Cadena Minuto,de la SER. Ràdio Club 25 va conservar el seu nom i la major part de la seva programació pròpia, encara que emetia alguns espais de Ràdio Minut com el despertador matinal «Arús amb llet» amb els butlletins informatius i va durar dos anys. A mitjans dels anys 2000 va obtenir dues freqüències en FM per emetre en proves, de forma temporal però indefinida, a Sitges i a Calonge. Aquestes dues freqüències repetien la programació que s'emetia des Terrassa. El grup Ràdio Blanca-Kiss FM va comprar Club 25 FM, posant fi a 28 anys d'història l'11 de juliol de 2007 i oferint la programació de Kiss a través de la freqüència 95.5 FM .

### Anys 80 - Canvis Importants

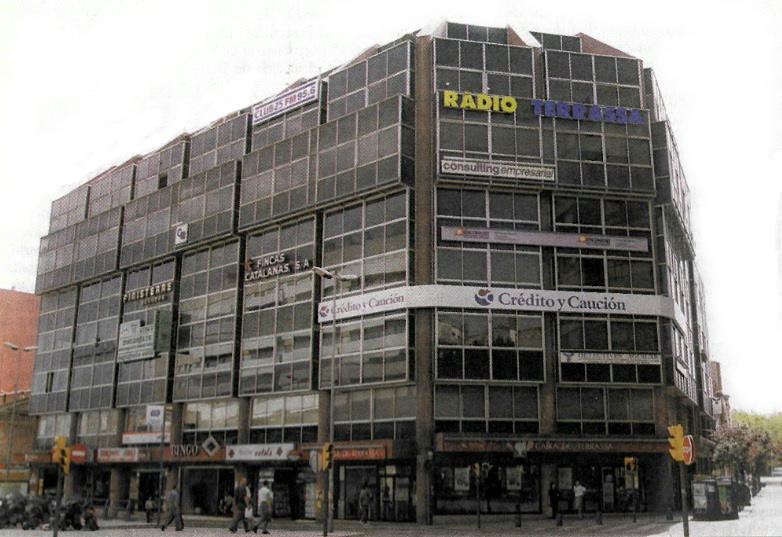
Edifici Gutemberg. En la sisena planta estaven, Ràdio Terrassa i Ràdio Club 25

El 5 de juliol de 1980, es va inaugurar a Terrassa el «Museu Municipal de la Ràdio, Eudald Aymerich» al núm. 9 del carrer Gavatxons — a partir de la col·lecció d'aparells que Eudald Aymerich havia cedit al Municipi el 1974 — aquest museu es va tancar al públic poc després. Avui dia es troben al Museu de la Ciència i la Tècnica de Catalunya « mNACTEC » a Terrassa, en els seus magatzems. A l'inici de la dècada dels 80 s'estima que Ràdio Terrassa emetia en llengua catalana, en AM i en FM, entre el 10% i el 20% de la programació.La novetat més important de 1983 va ser la inauguració de la nova seu a la sisena planta de l'edifici Gutemberg núm. 3-13, sent llavors director abjunt i cap d'emissions i programes, Francesc Sala Soriano.Al gener de l'any 1986 es va obrir una delegació a Sabadell i va adoptar el nou indicatiu de «Ràdio Terrassa-SER Vallès» la única emissora en ona mitjana que havia quedat a la comarca.
L'associació del «Ràdio Club Terrassa» es va convertir en societat anònima el 27 de desembre de 1988 amb el nom de «Club de Ràdio Terrassa S.A.» i l'emissora de FM «Ràdio Club 25», es convertiria en societat anònima el 1995 denominant « Ràdio Club 25 S.A.»

### Anys 90 i última etapa
A l'inici dels anys noranta «Ràdio Terrassa EAJ 25» va ser la segona més escoltada al Vallès, per darrere de Ràdio Nacional, i «Ràdio Club 25 FM» va ocupar la quarta posició entre les emissores musicals de Catalunya, aquesta última degut al seu director Xavier Salillas El 1993 Ràdio Terrassa va deixar de ser «emissora associada» a la Cadena SER per passar a «emissora afiliada» i així recuperar les hores d'emissió local, de deu del matí a les vuit del vespre.El setembre de 1998 l'Associació Professional Espanyola d'Informadors de Premsa, Ràdio i Televisió (APEI) entrega a Ràdio Terrassa el premi APEI-PRTV-Catalunya pel seu espai "Ràdio Teatre". El 1999 l'empresa domicilia la seva seu a Barcelona, canvia a una nova freqüència «828 kilociclos» i al novembre va aparèixer el número 1 del periòdic mensual «Terrassa Societat» editat per Ràdio Club 25.El 8 de novembre de 2001, Ràdio Terrassa i Ràdio Club 25 adquireixen TV20 (publi20, S.L.), petita televisió local i Francesc sala va ser el seu coordinador general en funcions.Es va unir amb altres cadenes com: Flaix TV, 25TV, Tele Taxi i finalment amb Localia Televisión alternant amb la programació de Localia la oferta local.El «28 de desembre» del 2006, el grup Kiss va comprar el conjunt de mitjans (Club de Ràdio Terrassa S.A., Ràdio Club 25 S.A., Canal TV20 «Localia Vallés» i la publicació Terrassa Societat), i va provocar la desaparició de Ràdio Club 25 FM. El canvi d'empresa també va implicar una explícita competència entre la SER i Kiss FM, que emetien en el mateix territori. La propietària de la històrica Ràdio Terrassa-SER Vallès, el grup Kiss, va anunciar als treballadors el tancament de l'emissora. L'argument donat va ser que la cadena no generava prou beneficis i, en conseqüència, la cadena SER havia decidit no renovar la concessió a Ràdio Terrassa EAJ 25 OM.

## L'empresa

### Presidents del Club de Ràdio Terrassa
- 1928-1929: Joan Rusca Avellaneda
- 1929-1931: Francesc Matarrodona LLobet
- 1931-1933: Jacint Figueres Rusinyol
- 1935: (octubre-desembre) Joan Paulís Pagès
- 1936: (gener-juny) Josep Anter Miralda
- 1936-1942: Se van fer càrrec de l'emissora, Jeroni Montrós Piquer i Francesc Matarrodona.
- 1942-1976: Joan Marquès Casals
- 1976-1996: Francesc Verdera Font
- 1996-2008: José Manuel Salillas[40]

### Directors
- 1928-1936: La direcció de l'emissora va ser assumida per la Junta Directiva del Club de Ràdio.
- 1936-1939: L'activitat es va desenvolupar sota el control de: Jeroni Montròs Piquer i Francesc Matarrodona.
- 1939-1942: Francesc Matarrodona
- 1942-1952: Francesc Montmany Serra
- 1952-1970: Josep Castells Cañameras
- 1970-2000: Josep Manuel Salillas[40]

## Programes
- Teatre radiofònic — A Ràdio Terrassa, les primeres representacions esporàdiques van començar el 1935 amb Josep Gotsens i el 1947 es va crear el primer Quadre de Veus de Radioteatre estable amb el nom de Compañia Titular de Comedias de Radio Tarrasa, pel que han passat com a directors: Joan Llenas, Ermenter Cima, Joan Garrigó i Lluís Montull.
- Contrapunt — Va ser un programa ideat per Eusebi Dalmau i creat per Francesc Izquierdo. Amb el millor i més representatiu de l'univers sardanista des de 1947 a 2010. De tots els locutors i locutores que el van presentar, Lidia Segués ho va fer vint-i-cinc anys, i Ramón Moncho va ser el seu últim director.
- El Cigronet — Programa creat per Miquel Àngel Cos. Personatge infantil que el van presentar Rosa Maria Martínez i posteriorment Maria Glòria Farrés en antena de 1949 a 1955.
- A corre-cuita — Amb Paulina Pi de la Serra.
- Express, diálogo abierto — Amb Ferran Ferreri.
- Silencio, por favor — Amb Josep Cuní
- Patge Xiu-Xiu — Va ser el 27 de desembre de 1951, a l'època de Nadal, el primer contacte del patge Xiu-Xiu amb els nens a través de la ràdio Terrassa amb guió de Puigbó i veu d'Armenter Cima fins al 4 de gener de 1990. A partir de llavors es van ocupar d'aquest comès Lluís Baron i la seva esposa Rosa Aguado.
- Flamenqueando — Programa fet per a l'audiència andalusa resident al Vallès. Dirigit i presentat per Francisco Plaza.
- Los populares de la canción en Cataluña — Realitzat per diversos locutors, segons l'època: Fernando Ferreri, Josep Cuní, Paco Plaza, Fernando Del Collado, Albert Malla, Frederic Sala i Xavier Martín.
- Beatles Christmas Show — De Josep Mª Francino. Cada any el dia de Nadal de 1970 a 1979 i el 2008
- Terrassa Olímpica — Programa multiesportiu realitzat per grans professionals: F. Xavier Closa, Josep Cadalso, Xavier Asín, Francesc Novell, Ángel Cárdenas, José Luis Fernández Abajo, Fanny Sallés, Salva Piqueras.
- Quién es quién en el Vallès — Amb Joaquín Soler Serrano.
- El Vallés, hoy por hoy — Fernando Del Collado-Conchita Aguilera, Jordi Estapé, Nati Adell, Josep Guijarro, Laura Nicolas, una altra vegada Josep Guijarro, Marta Plaza i per acabar Fernando del Collado.[41]